# Eddie Schroeder
Edward Julius „Eddie” Schroeder (ur. 20 stycznia 1911 w Chicago – zm. 1 grudnia 2005 w Tucson) – amerykański łyżwiarz szybki, brązowy medalista mistrzostw świata.

## Kariera
Największy sukces w karierze Eddie Schroeder osiągnął w 1936 roku, kiedy wywalczył brązowy medal podczas wielobojowych mistrzostw świata w Davos. W zawodach tych wyprzedzili go jedynie Norweg Ivar Ballangrud oraz Birger Wasenius z Finlandii. Schroeder zajął tam kolejno jedenaste miejsce na 500 m, drugie na 5000 m, czwarte na 1500 oraz siódme na dystansie 10 000 m. Był to jednak jedyny medal wywalczony przez niego na międzynarodowej imprezie tej rangi. Był też między innymi czwarty na rozgrywanych trzy lata wcześniej mistrzostwach świata w Trondheim, przegrywając walkę o medal z Ivarem Ballangrudem. Schroeder wygrał tam bieg na 10 000 m i był trzeci na 5000 m, jednak szanse na medal stracił zajmując dwunaste miejsce w biegu na 500 m. W 1932 roku wystartował na igrzyskach olimpijskich w Lake Placid, gdzie w swoim jedynym starcie, biegu na 10 000 m, zajął ósmą pozycję. Na rozgrywanych cztery lata później igrzyskach w Garmisch-Partenkirchen ponownie był ósmy na tym dystansie. Na tych samych igrzyskach był też dwunasty na 1500 m i piętnasty na 5000 m.